# 永宁镇 (瓦房店市)
永宁镇，是中华人民共和国辽宁省大連市瓦房店市下辖的一个乡镇级行政单位。

## 行政区划
永宁镇下辖以下地区：
永宁村、平家村、夏家村、刘沟村、潘家沟村、孔家村、杨树底村、谢家村、吕家村、沙包村、盐场村、杨树房村、姜家村、邢家村、全家村、双岔村、倪家村和李沟村。